# 黄河石林百公里越野赛事故
黄河石林百公里越野赛事故，又作白银景泰“5·22”山地越野赛公共安全责任事件，是發生於2021年5月22日第四屆「黄河石林百公里越野赛」100公里山地越野跑賽事的死亡事件。由於冷空气在10時30分起经过海拔最高2,230米的赛段，「13时前后，3号打卡点附近气温降至4℃左右，平均风力可达6～7级，最大阵风8～9级，伴有累计降水量3～5毫米，受大风、降水影响，体感温度下降到-5～-3℃，至15时前大部分时段体感温度低于0℃。参赛选手经历了持续最低体感温度时段，加之野外高原环境和衣着单薄多种因素，导致部分参赛选手因急性失温死亡」。172名參賽者出现21死8傷，死亡率12%。此次嚴重戶外運動事故的死亡數超過了1986年造成10人死亡的中美長江漂流事件。

## 背景

比赛路线和事故赛段示意图

比赛地点

### 賽事資訊
「黄河石林山地马拉松百公里越野赛暨乡村振兴健康跑」賽事的主办单位是中共白银市委、白银市人民政府，承办单位是白银市体育局、中共景泰县委、景泰县人民政府，执行单位是黄河石林大景区管理委员会、甘肃晟景体育文化发展有限公司。第1－3屆于2018年5月20日、2019年6月8－9日、2020年9月29日举行。此赛事曾獲中国田径协会授予“中国马拉松铜牌赛事”、“自然生态特色赛事”。
2021年赛事共设有5公里健康跑、21公里越野赛、100公里越野赛三个项目。100公里賽设9个打卡点（又譯檢查點），172人参赛。

### 天氣預報
起跑前有兩則極端天氣的預報。

- 白银市气象台在5月21日21时50分发布：「大风蓝色预警信号：预计未来24小时内,白银、景泰、靖远、平川大部分地方平均风力将达5～6级，阵风可达7级以上，并伴有扬沙或浮尘天气，请注意防范。」（5月22日21时38分解除预警）
- 甘肃省气象局在5月21日發布「重要天气提示」：「21日~22日甘肃省有一次大风沙尘、降温降水天气过程……5月已进入强对流天气多发时段，注意防范短时强降水、冰雹、雷电、阵性大风等不利影响」
- 甘肃省气象局在5月22日11时42分（註：比賽於9時開始）发布：「受冷空气影响，全省大部气温继续下降，河西五市及白银、庆平、平凉三市和兰州市北部有5-6级西北风，阵风7级。」

## 事故经过

### 出发前
大多数参赛选手出發時穿着短袖短裤，并未随身携带冲锋衣等保暖装备，而赛事手册也仅将冲锋衣列为“建议装备”。据参赛者“流落南方”回忆，参赛者们的冲锋衣被组委会收集并存放到赛道62公里处的CP6换装点。有选手回忆，组委会并没有严格要求选手的装备。有选手曾质疑过组委会的应急预案，以及便于识别的标志，但是没有得到反馈。
早在2005年，国家体育总局就曾发文指出，大型体育赛事必须安排应急预案；然而根据中央电视台记者的检索，此次赛事并没有应急预案。

### 遇險
2021年5月22日上午9点，100公里赛在黄河石林南山广场开跑，白银市市长张旭晨主持开幕並鸣枪。8时左右，2号打卡点至4号打卡点的气温开始下降，在5小时内降低5-7摄氏度；2号打卡点至3号打卡点8.5公里的区间为高海拔赛段，由海拔1,283米爬升至2,181米，8时至13时的评价风力达到6-7级，最大阵风8-9级。10点30分，赛区开始下雨。
12時17分，工作人员先后接到求救信息；20分，有选手宣布退赛；14时10分，因大批选手退赛，赛事被迫中止，组织机构开始实施救援，但仍然未宣布停赛。
13点左右，天气愈加恶劣，局地甚至出现冰雹、冻雨、大风等灾害性天气。此时，很多选手开始陆续退出比赛，从高处往第二打卡点撤退。选手为了保暖，打开了保温毯，但是无法挡住猛烈的风。部分选手因为失温失去意识和行动能力，昏迷在地上。

### 官方救援
12时56分，景泰县110指挥中心接到选手报警，随后石林派出所前往救援。15时34分，白银市消防救援支队接到报警，并派遣条山消防站的消防员前去救援。白银市消防救援支队支队长李渊慧表示，事发地地形地貌非常复杂，路程中仅有部分路段可通行小汽车，而且很多地方没有通信信号，只能采用卫星电话。
公益性質的救援隊蓝天救援队當先遣，14時抵達打卡点2的山頂發現不少參賽選手因低温症昏迷在地上，匯報组委会並請求搜救。近50名选手在下撤过程陆续到达了山腰处的一个小木屋躲避恶劣天气。
组委会的救援汽车只能到达第二打卡点，只能派人徒步上山救援。一个多小时后，第一名救援人员到达木屋，引导第一批身体情况较好的20名选手顺利返回第二打卡点。
17时10分，中共景泰县委向白银市委报告了有关情况。19时10分，白银市委向甘肃省委报告了有关情况。甘肃省委、省政府在接到景泰县政府的报告后立即成立失联救援指挥部，组织消防、武警等力量1200余人携带热成像无人机、雷达探测仪、破拆设备等展开救援。解放军西部战区某陆航旅也派出直升机参与救援。省长任振鹤也赶赴现场，成立现场指挥部。
19时开始，白银市公安局、白银市消防队、靖远煤业救护队相继参与救援。20时45分，甘肃省消防队和甘肃省森林消防队投入救援。

### 民間救援
当天13:30，景泰县中泉镇葫麻水村村支书王钦林接到发生险情附近的常生村村支书通知后，迅速组织村民赶往支援。葫麻水村村民在救援途中发现已有3人冻死。
暴風雨期間，牧羊人朱可铭的羊保持在米家山吃草的習慣，因此他在15時許碰巧救下了6名抽搐或昏迷的選手，並帶他們進窑洞生火取暖。
5月23日12时，现场救援行动结束。

## 傷亡
151名参赛选手被搜救接回，其余29人中有21人确认遇难，另有8人轻伤。遇难者中包括中国12小时超马纪录保持者梁晶、全国第十届残运会暨第七届特奥会男子全马听力障碍组冠军黄关军、2021安徽和县长三角山地马拉松赛全马男子组冠军曹朋飞、2019年MaXi-Race China系列赛中国首站50公里冠军黄印斌等。
22日13:30，景泰县中泉镇葫麻水村村支书组织村民支援，在救援途中发现已有3人冻死。17时左右，搜救人员在2号打卡点向3号打卡点方向发现1名遇难者。到19时，仍有33人失联。22时左右，10余人已确认遇难。23日3时，救援指挥部明确剩余21名参赛者中有16人遇难，5人失联。随后，遇难参赛者增加至20人。23日9时10分，最后一名遇难者遗体被找到。
此次嚴重戶外運動事故的死亡數超過了1986年造成10人死亡的中美長江漂流事件。
| 赛事号码 | 姓名                | 年龄 | 出生地（居住地）             | 主要比赛成绩 |
| -------- | ------------------- | ---- | ---------------------------- | --- |
| M001     | 梁晶                | 31   | 安徽省東至縣（合肥市）       | 2014济南12小时超马比赛冠军，破中国纪录 2017杭州超级马拉松24小时金杯赛冠军，破中国纪录 2018济南12小时超级马拉松赛冠军，破中国纪录 2018年万科济南12小时超马比赛冠军，破中国纪录 |
| M008     | 吴新明              | 48   | 四川省巴中市（重慶市）       | 2021永川马拉松暨重庆市第六届运动会半程马拉松赛全程马拉松组第80名 |
| M032     | 李全旺              | 36   | 河北省（新疆）               | 2019美丽中国行/克拉玛依越野挑战赛100公里男子组第6名 |
| M038     | 许聪华              | 42   | 河南省长葛市                 | 2019中国西峡伏牛山国际越野赛100公里组第54名 |
| M063     | 黄睿                | 40   | 贵州省毕节市（雲南省昆明市） | 2018年香港100公里越野赛第8名 |
| M093     | 赛依提·麦麦提吾肖尔 | 27   | 新疆克孜勒苏柯尔克孜自治州   | 2018野行巴楚·红海胡杨超级马拉松赛男子组马拉松冠军 |
| M098     | 王晓航              | 43   | 云南省昆明市                 | 2019阿勒泰探险越野赛100公里组男子组冠军冠军 |
| M101     | 曹朋飞              | 35   | 安徽省合肥市                 | 2019井冈山红色国际马拉松赛全程马拉松赛男子组冠军 2020砀山“梨都”马拉松赛男子组冠军 2021安徽和县长三角山地马拉松赛全马男子组冠军 |
| M111     | 刘扶生              | 57   | 甘肃省岷县                   | 2018兰州马拉松3小时05分 |
| M113     | 包银孝              | 25   | 甘肃省                       | 2019年张掖全程马拉松赛3小时20分钟 |
| M116     | 张维波              | 30   | 重庆市                       | 2021年重庆马拉松比赛全程马拉松3小时32分26秒 |
| M119     | 段继红              | 58   | 云南省                       | 雷越野2019中国三峡超级越野赛175公里组第23名 |
| M133     | 马化春              | 35   | 甘肃省                       | - |
| M156     | 严军                | 51   | 北京市                       | 2016跑向里约为中国添金活动男子组第一名 |
| M160     | 陆正义              | 52   | 贵州省三都水族自治县         | 2017年黔南州首届户外运动大会半程马拉松项目第8名 |
| M182     | 黄关军              | 34   | 四川省北川县                 | 2018全国残疾人田径锦标赛10000米项目冠军 第十届残疾人运动会暨第七届特殊奥林匹克运动会男子全程马拉松听力障碍组冠军 |
| M183     | 吴攀荣              | 32   | 贵州省铜仁市（广东省深圳市） | 2018泰宁环大金湖世界华人山地马拉松赛男子组季军 2019宁波山地马拉松男子组季军 2021丹霞100跑山赛30公里挑战组男子组季军 |
| M300     | 黄印斌              | 28   | 青海省湟中县（陝西省西安市） | 2018年张掖祁连山国际越野跑50公里冠军 2018年大宁国际越野跑50公里冠军 2018年云丘山国际越野跑50公里冠军 2019年西峡伏牛山国际越野跑50公里冠军 2019年北京TNF国际越野跑50公里冠军 2019年喜马拉雅极限越野跑50公里冠军 2019年沈阳TNF国际越野跑50公里冠军 2019年莫干山TNF国际越野跑50公里冠军 |
| W208     | 文境                | 25   | 重庆市                       | 全程马拉松3小时6分钟 |
| W260     | 胡丽                | 41   | 甘肃省兰州市                 | 2018首届黄河石林国际马拉松赛女子组冠军 |
| W270     | 张凤莲              | 50   | 甘肃省                       | 2012兰州马拉松赛女子半程马拉松第18名 |

## 调查
6月9日，白银市政协副主席、景泰縣委書記李作璧跳樓自殺。多家媒體指他當天被紀委部門（該紀委的級別不詳）約談後感巨大壓力而走上絕路。
6月11日，甘肃省政府新闻办召开发布会，认定事故是“越野赛在强度难度最高赛段遭遇大风、降水、降温的高影响天气，赛事组织管理不规范、运营执行不专业，导致重大人员伤亡的公共安全责任事件”，“甘肃晟景体育文化发展有限公司对事件负有直接责任，公司负责人张小燕等5人已正式批准逮捕，由司法机关依法追究其刑事责任。赛事主办方、承办方、协办方、执行运营方16家单位及其27名相关人员对事件的发生负有责任，应依法依纪追究责任，追责意见将由省纪委监委负责同志向大家通报”。
通報處分如下：
| 姓名         | 职务                                                    | 处罚/处分                             |
| ------------ | ------------------------------------------------------- | ------------------------------------- |
| 张小燕 等5人 | 甘肃晟景体育文化发展有限公司负责人                      | 逮捕，罪名不詳                        |
| 苏君         | 中共白银市委书记                                        | 政务警告                              |
| 张旭晨       | 中共白银市委副书记 白银市人民政府市长                   | 政务记过                              |
| 高云翔       | 白银市人民政府副市长                                    | 党内严重警告                          |
| 李作璧       | 政协白银市委副主席 中共景泰县委书记                     | 对其违纪问题作出书面结论 不再给予处分 |
| 张文玲       | 中共景泰县委副书记 景泰县人民政府县长                   | 免职 党内严重警告                     |
| 丁柯涯       | 中共景泰县委常委、宣传部部长、 黄河石林大景区管委会主任 | 留置，罪名不詳                        |
| 罗文涛       | 黄河石林大景区管委会副主任                              | 留置，罪名不詳                        |

### 判決
2023年12月15日，甘肅省白銀市白銀區法院對負責運營賽事的甘肅晟景體育文化發展有限公司工作人員張小燕、吳世淵、張正吉、鄭世榮及上海賽客信息科技有限公司員工王耀祥5名被告人以大型群眾性活動重大安全事故罪，分別判處五年六個月至三年不等有期徒刑。
蘭州市城關區法院同步對該事件涉及的職務犯罪案件一審公開宣判，對負有賽事監督管理職責的景泰黃河石林大景區管理委員會原主任丁柯涯以玩忽職守罪、受賄罪判處有期徒刑四年十個月，並處罰金；對景泰黃河石林大景區管理委員會原副主任羅文濤以玩忽職守罪判處有期徒刑三年六個月。

## 补偿
共有161名遇难者亲属赶到白银市。至5月25日，遇难者团体意外险和自然灾害救助保险金已全部准备到位，赛事运营方晟景公司的补偿资金和政府救助资金也已到位。

## 影響
事故发生后，中國大陸多场越野赛事取消或者暂停。
5月23日晚，白银电视台重播越野赛由官員主持的开幕演說和开幕礼，引发争议。电视台回应，重播画面是前一天自动设置的，事故发生后，忘记取消重播设置。
6月2日，国家体育总局宣布将暂停山地越野、戈壁穿越等新兴高危体育赛事活动。

## 備注
1. ↑  2021年的比赛共设有5公里健康跑、21公里越野赛、100公里越野赛三个项目，共有近万人参加比赛和健康跑，其中172名参赛人员参加了百公里越野赛。[6][7]

## 外部連結
- 2021年黄河石林百公里越野赛官方网站（页面存档备份，存于）
- 白银景泰“5·22”黄河石林百公里越野赛公共安全责任事件调查报告 （页面存档备份，存于），甘肅省委省政府联合调查组，2021年6月25日
- 越野赛主办者官方微信公众号公布路线图的文章（页面存档备份，存于）